# Observatorio Dyer
El Observatorio Dyer (nombre original en inglés: Dyer Observatory, o también Arthur J. Dyer Observatory), es un observatorio astronómico propiedad de la Universidad Vanderbilt, que también se encarga de operarlo.
Construido en 1953, está localizado en Brentwood, Tennessee, y es la única instalación universitaria no localizada en el campus principal de Nashville. El observatorio lleva el nombre de Arthur J. Dyer, quien costeó la construcción de la cúpula de 7,3 m de diámetro que alberga el telescopio reflector de 24-pulgadas (610 mm) que lleva el nombre del astrónomo Carl Seyfert.
El observatorio se utiliza en la actualidad principalmente como herramienta de enseñanza. Su misión es interesar a los niños en los campos de la ciencia y la ingeniería. Se inscribió en el Registro Nacional de Sitios Históricos de los Estados Unidos el 6 de marzo de 2009.

## Historia
El primer observatorio de la Universidad Vanderbilt estaba localizado en el campus de la institución. Estaba equipado con un telescopio refractor de 6-pulgadas (150 mm), con el que E. E. Barnard realizó sus primeros trabajos astronómicos. Barnard descubriría finalmente 16 cometas y la quinta luna de Júpiter, recibiendo el único grado honorario otorgado por Vanderbilt a lo largo de su historia, y siendo el observatorio nombrado en su honor. El observatorio del campus finalmente sería insuficiente para las necesidades de la universidad.
Cuando Seyfert se incorporó a la facultad de la universidad en 1946, empezó a buscar influencias para ampliar la modesta oferta del departamento de astronomía y para disponer de un nuevo observatorio. Solicitó donaciones a más de ochenta negocios de Nashville para patrocinar el nuevo observatorio, y convenció a Dyer, propietario de la de Nashville Bridge Company, para que donase los fondos necesarios para instalar el domo del observatorio. Cuando el observatorio se inauguró en diciembre de 1953, Seyfert fue nombrado su director, y después de su muerte, el telescopio de 24-pulgadas (610 mm) recibió su nombre.